# Epimelitta durantoni
Epimelitta durantoni là một loài bọ cánh cứng trong họ Cerambycidae.